# Історико-культурний музей-заповідник «Іднакар»
Істо́рико-культу́рний музе́й-запові́дник Удму́ртської Респу́бліки «Іднака́р» — музей-заповідник просто неба в місті Глазові, Удмуртія, що на сьогодні є єдиним музеєм-заповідником в республіці. Музей є переможцем конкурсу «Мінливий музей в мінливий час» 2004 року за проект «Фактура часу», 2007 року за проект «Слідами новгородських ушкуйників», а 2010 року — за проект «Дружина».
Музей-заповідник утворено 1 серпня 1993 року згідно з наказом Міністерства культури Удмуртії, коли при Глазовському краєзнавчому музеї відкрився філіал просто неба «Іднакар». З 24 лютого 1997 року має статус історико-культурного музею-заповідника. 2000 року згідно з постановою Уряду Удмуртії від 23 листопада заповідник виділено в окрему установу.
Територія музею включає в себе городище Іднакар IX–XII століть — унікальна пам'ятка чепецької археологічної культури. Його площа становить 4 га. Постановою Ради міністрів РРФСР від 30 серпня 1960 року городище включено до списку пам'яток археології державного значення. Загальна площа музею — 320 м² та 15 га паркової території. Фонди музею включають 37769 одиниць, з них 21966 основного фонду. Найціннішими експонатами є археологічні знахідки з різних городищ Удмуртії:
- Солдирське I (Іднакар) IX–XIII століть — 960+206 одиниць
- Нязь-Ворцинський могильник XVI–XVII століть — 5182 одиниць
- Кузьминський могильник XI-XIII століть — 6472 одиниці

1999 року в музеї відкрито постійну експозицію, присвячена городищу. В ній представлено близько 500 експонатів, які характеризують побут, культуру та мистецтво середньовічних жителів. 2008 року відкрито нову експозицію — «Предки удмуртів та їхні сусіди», яка дає уявлення про етнокультурні зв'язки чепецьких племен із Волзькою Булгарією та російськими князівствами. Влітку на території городища проводяться археологічні розкопки, на які також організовуються екскурсії. Музей 2008 року видав збірку «Жили люди на ріці».